# Ghiacciaio Cocks
Il ghiacciaio Cocks è un ghiacciaio lungo circa 17 km situato nella regione centro-occidentale della Dipendenza di Ross, nell'Antartide orientale. Il ghiacciaio, il cui punto più alto si trova a circa 800 m s.l.m., si trova sulla costa di Hillary e ha origine dal versante sud-occidentale della dorsale Royal Society, da cui fluisce verso sud-ovest, a partire dal versante sud-occidentale del monte Cocks, fino a unire il proprio flusso a quello del ghiacciaio Skelton.

## Storia
Il ghiacciaio Cocks è stato mappato e così battezzato dai membri del reparto neozelandese della Spedizione Fuchs-Hillary, condotta dal 1956 al 1958. Il nome deriva da quello del vicino monte Cocks, che a sua volta era stato così chiamato agli inizi del 1900 in onore E. L. Somers Cocks, l'allora tesoriere della Royal Geographical Society.